# Landsmannschaft Mecklenburg

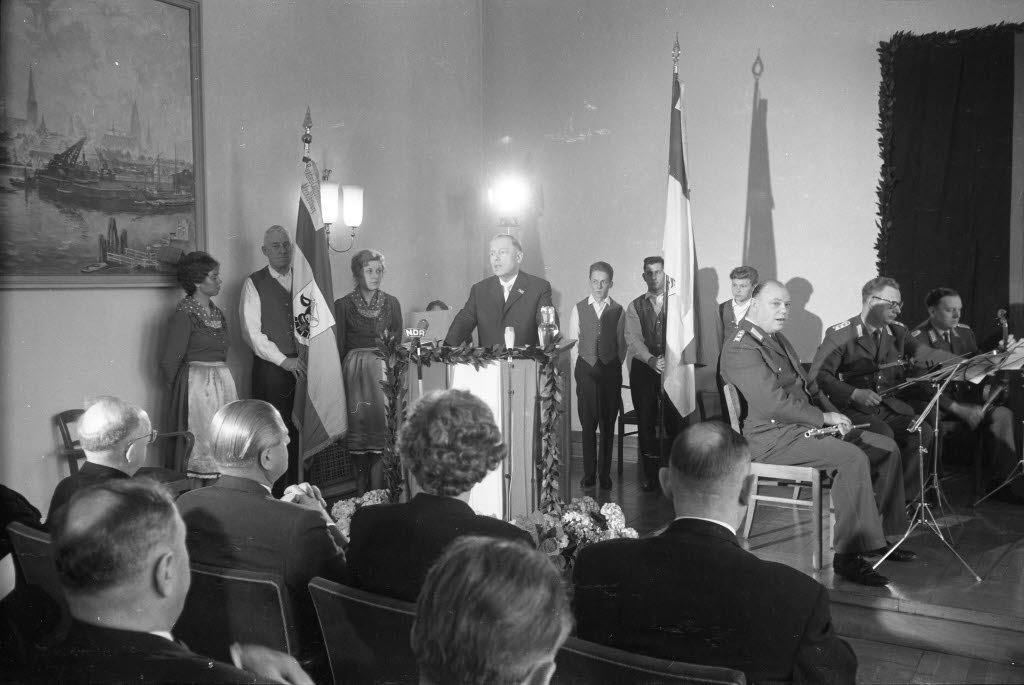
Feierlichkeiten zur Übernahme der Patenschaft im Kieler Landeshaus (1963)

Die Landsmannschaft Mecklenburg mit Sitz in Ratzeburg (Kreis Herzogtum Lauenburg) war ein Vertriebenenverband und verstand sich laut Satzung als Zusammenschluss von Mecklenburgern und Freunden Mecklenburgs in der Bundesrepublik Deutschland und Berlin (West). Sie wurde 1951 in Neumünster gegründet und hat sich 2012 aufgelöst. Die Landsmannschaft Mecklenburg gründete 1973 die „Stiftung Mecklenburg“, ebenfalls mit Sitz in Ratzeburg, und betrieb das „Haus Mecklenburg“ in Ratzeburg. Sie war Mitglied im Bund der Vertriebenen (BdV). Bis zum Ende der DDR im Jahr 1989 wurde die Landsmannschaft Mecklenburg durch die drei Stasi-Bezirksverwaltungen Rostock, Schwerin und Neubrandenburg intensiv ausgeforscht, die die Landsmannschaft in ihren Akten als Feindobjekt führten.

## Organisation

### Gründung
Vorläufer der Landsmannschaft Mecklenburg waren die am 28. September 1948 gegründete Landsmannschaft der Mecklenburger in Lübeck und der am 23. Juli 1950 in Neumünster gegründete Bund der Mecklenburger. Nach Entstehen der Vereinigten Landsmannschaften der Sowjetzone im Januar 1951 in Hamburg erfolgte am 17. Juni 1951 im Holsteinischen Haus in Neumünster die Gründung der Landsmannschaft Mecklenburg. Sie umfasste damals 48 Orts- oder Kreisvereinigungen von Mecklenburgern in zunächst vier Landesverbänden. Die etwa 100 Delegierten wählten zum ersten Bundessprecher Walther Bruse und zu seinem Stellvertreter Willi Siewert, beide vom Bund der heimattreuen Mecklenburger in Hamburg. Die Schirmherrschaft übernahm der bei der Gründung anwesende, als Afrika-Forscher bekannte Adolf Friedrich Herzog zu Mecklenburg und behielt diese bis zu seinem Tod im Jahr 1969. Am 12. Oktober 1953 wurde die Landsmannschaft Mecklenburg unter der Nr. 254 beim Amtsgericht in Ratzeburg in das Vereinsregister eingetragen. Ende 1954 bestanden innerhalb der Landsmannschaft 121 Ortsvereinigungen. Die Zahl der Mitglieder betrug zu diesem Zeitpunkt 7518.
Zum 1. Juli 1993 verlegte die Landsmannschaft ihren Sitz von Ratzeburg nach Schwerin und war im Vereinsregister des Amtsgerichts Schwerin unter der Nr. VR 669 eingetragen. Die Geschäftsstelle beließ die Landsmannschaft in Ratzeburg. Die Führung der Landsmannschaft bestand aus einem von einer Vertreterversammlung gewählten geschäftsführendem und einem Gesamtvorstand.

### Aufgaben
Die Landsmannschaft Mecklenburg gliederte sich in Landesverbände mit Ortsvereinigungen, Kreisvereinigungen und Kulturkreisen sowie im Rahmen der Arbeitsgemeinschaft Mecklenburgischer Heimatkreise in Städte- und Heimatkreise, in Altschülerschaften, Studenten- und Berufsvereinigungen. Satzungsgemäß stellte sich die Landsmannschaft die Aufgaben, mecklenburgische Geschichte, Kultur, Sitte und die plattdeutsche Sprache wie auch die lebendige Verbindung zur Heimat zu pflegen, sich entsprechend dem Wunsch und Willen aller Mecklenburger für die Wiedervereinigung Deutschlands in Frieden und Freiheit auf friedlichem Wege einzusetzen, die sozialen, wirtschaftlichen und rechtlichen Belange aller Mitglieder zu vertreten und die Jugendarbeit besonders zu fördern. Im September 1951 fand auch das erste der jährlichen Heimattreffen in Ratzeburg statt. Die Bundesgeschäftsstelle der Landsmannschaft führte seit Gründung zentral eine Heimatortskartei, in der tausende von Mecklenburgern mit ihrer Anschrift im Bundesgebiet und ihrem mecklenburgischen Heimatort erfasst waren.
Die Führung der Landsmannschaft begleitete die Wiedervereinigung 1990 nicht mit ungeteilter Freude. In einer Einladung an die Mitglieder des Bundesvorstandes vom 18. September 1990 zur „Gedenkstunde der Landsmannschaft Mecklenburg zur Einheit Deutschlands am 3. Oktober in Schwerin“ schrieb Bundesvorsitzender Karl-Hermann Krog: „Aus tiefempfundener Dankbarkeit wollen wir dieses Tages der Einheit gedenken. Betroffen macht uns, daß ein alter deutscher Strom unser Vaterland weiterhin als Grenze trennen soll: 'Unrecht Gut gedeiht nicht', sagt ein altes Sprichwort.“
1990/91 war die Landsmannschaft intensiv bemüht, ihr Wirkungsfeld auch auf ihr altes Heimatland Mecklenburg auszudehnen. In Neubrandenburg, Rostock, Schwerin, Burg Stargard und Friedland wurden zügig neue Ortsvereinigungen gegründet. Am 2. November 1991 konstituierte sich in Schwerin der neue Landesverband Mecklenburg. Im Gründungseifer musste der von Krog geführte Bundesvorstand auch schwere Rückschläge und Enttäuschungen hinnehmen. Den Vorsitz in Neubrandenburg übernahm der dortige Direktor des Regionalmuseums Volker Schmidt, der im Landesverband auch zum stellvertretenden Vorsitzenden und Landeskulturreferenten aufrückte und am 24. September 1994 vom Bundesvorstand zusammen mit Mecklenburgs erstem Nach-Wende-Ministerpräsidenten Alfred Gomolka für seine Verdienste um die Landsmannschaft mit der Fritz-Reuter-Medaille ausgezeichnet wurde. Kurz darauf wurde Volker Schmidt als früherer Stasi-Mitarbeiter „IM Volker Bittow“ enttarnt und von der Stadt Neubrandenburg aus der Museumsleitung entfernt.

## Mecklenburgische Institutionen
Auf Beschluss des Bundesvorstands entstand am 26. April 1953 das Hilfswerk Mecklenburg unter Leitung des Verlegers Richard Parbs, das sich zunächst der Betreuung der in den Flüchtlingslagern Wentorf, Wandsbek und Lübeck-Blankensee untergebrachten Landsleute annahm und 1966 in „Hamburger Hilfsgemeinschaft der Mecklenburger (Arbeitsgemeinschaft Mecklenburger Landsmannschaften) e. V.“ umbenannt wurde. Zur Intensivierung der Kulturarbeit der Landsmannschaft gründete sich im Januar 1961 in Hamburg unter der Führung von Walter Lehmbecker und unter Mitarbeit von Gerhard Böhmer der Freundeskreis der Mecklenburger. Gleichzeitig mit der Gründung der Stiftung Mecklenburg schuf sich die Landsmannschaft im September 1973 auf dem Ratzeburger Domhof im ehemaligen Dompropsteigebäude, jetzt Herrenhaus genannt, ein eigenes Kulturzentrum („Haus Mecklenburg“), seit 1986 in der Ratzeburger Domkaserne untergebracht. Die Stiftung hat den Zweck, kulturelle Werte aus Mecklenburg zu sammeln, zu ordnen und zu erhalten. Im Juni 1977 wurde mit Sitz in Kiel der Verband Sozialwerk der Mecklenburger e. V. ins Leben gerufen, der sich der Betreuung Alter, Kranker, Kleinrentner und Bedürftiger annahm und Paketsendungen an bedürftige DDR-Bewohner organisierte. Im Februar 1985 gründete sich mit Sitz in Ratzeburg zur Herausgabe eines Mitteilungsblattes für Mecklenburger unter dem Namen „Mecklenburg“ der Förderkreis heimattreuer Mecklenburger e. V.

## Patenschaften
Auf dem dritten Heimattreffen der Mecklenburger am 28. Juni 1953 in Ratzeburg übernahm der Kreis Herzogtum Lauenburg die Patenschaft über die Landsmannschaft Mecklenburg. Eingedenk des alten schleswig-holsteinischen Wahlspruchs „Up ewig ungedeelt“ und im „Willen zur Wiederherstellung der Einheit Deutschlands“ übernahm die von Ministerpräsident Helmut Lemke geführte Landesregierung in Kiel zehn Jahre später am 6. April 1963 nach der Patenschaft für Pommern auch die Patenschaft für Mecklenburg.

## Mecklenburger Kulturtage
Die Kulturarbeit der Landsmannschaft organisierte ein zentraler Kulturausschuss. Daneben gab es einen Beirat für mecklenburgische Kulturarbeit und den Arbeitskreis der Landeskulturreferenten. Die wichtigsten Veranstaltungen neben den jährlichen Heimattagen in Ratzeburg waren die Landes- und Bundeskulturtage. Letztere fanden zumeist in Bad Bevensen statt.

## Veröffentlichungen
Für ihre Veröffentlichungen nutzte die Landsmannschaft zunächst die Zeitschriften Der Mecklenburger (1951–1957) und das erstmals im September 1951 von Friedrich Wilhelm Giebel herausgegebene Heimatblatt Unser Mecklenburg. Ein eigenes Mitteilungsblatt, das bei Krüger & Nienstedt in Hamburg gedruckte sogenannte Grüne Blatt, erschien seit Juli 1959 unter der Schriftleitung von Rudolf Junack, eines geborenen Brandenburgers. Später dienten die Zeitschriften Mecklenburg (1979 bis 2007) und Mein Mecklenburg (2008, 2010 bis 2012) der Landsmannschaft als offizielles Veröffentlichungsorgan. Von 1973 bis 1980 erschien die Heftreihe Mecklenburger Gedenktage.

## Ehrungen und Auszeichnungen
Als höchste kulturelle Auszeichnung vergab die Landsmannschaft von 1964 bis 1996 den Mecklenburger Kulturpreis. Diesen erhielt als erster 1964 der mecklenburgische Schriftsteller Friedrich Griese. Für herausragende Verdienste um die Landsmannschaft wurde seit 1960 die Fritz-Reuter-Medaille verliehen. Darüber hinaus wurden goldene und silberne Ehrennadeln zuerkannt. Die Stiftung Mecklenburg verlieh schließlich seit 1976 den Friedrich-Siems-Preis für Verdienste um die Pflege niederdeutschen/mecklenburgischen Liedgutes im Chorgesang und seit 1988 einen Förderpreis für wissenschaftliche oder künstlerische Arbeiten der Pflege und Fortführung der mecklenburgischen Kultur.

## Auflösung
Für ihre Auflösung im Jahr 2012 führte die Landsmannschaft demographische und finanzielle Gründe an. In der im Oktober erschienenen Ausgabe 4/2012 ihrer Vierteljahreszeitschrift „Mein Mecklenburg“ schrieb Bundesvorsitzender Erwin Kudsk: „Da die Mitgliederzahlen der Landsmannschaft durch Tod und Krankheit stark rückläufig sind und Versammlungen daher kaum noch Zuspruch erfahren, ist es angebracht, den Verein aufzulösen. Die letzte Versammlung im Mai 2012 konnte nur unter großen Schwierigkeiten einberufen und auch abgewickelt werden. Es lag ein Antrag zur Auflösung der Landsmannschaft als Top vor. Diesem wurde einstimmig entsprochen und inzwischen ist die Auflösung auch formal eingeleitet.“ Mit der Vereinsauflösung kündigte Kudsk auch die Einstellung des Informationsblattes der Landsmannschaft an: „Gleichzeitig stellt unser Magazin ‚Mein Mecklenburg‘ nach dieser Ausgabe ihr Erscheinen ein. Auch hier hat sich der Leserkreis durch Tod und Krankheit erheblich verkleinert. Es muss davon ausgegangen werden, dass sich unsere Zeitschrift im Jahre 2013 nicht mehr tragen und zu einem Zuschussgeschäft werden wird.“ Die Zeitschrift erschien zuletzt in einer Auflage von 500 Exemplaren.
In der Stiftung Mecklenburg wird das „Erbe“ bewahrt und weitergeführt.

## Bundesvorsitzende
- Walther Bruse, Itzehoe, Rechtsanwalt, 1. Vorsitzender und Sprecher der am 23. Juli 1950 in Neumünster gegründeten Arbeitsgemeinschaft „Bund der Mecklenburger“ (23. Juli 1950 bis 15. Juni 1952), † 13. August 1978 in Itzehoe
- August Brinckman, Hamburg, Unternehmer, seit 1921 Honorarkonsul des Königreichs Schweden, Enkel des Dichters John Brinckman (15. Juni 1952 bis 11. Januar 1953), † 10. Juni 1953 in Hamburg
- Carl Freiherr von Langermann und Erlencamp, Rittmeister a. D., früherer Gutsbesitzer in Maßlow/Kreis Wismar (11. Januar 1953 bis 18. Januar 1961), † 18. Januar 1961 in Essen
- Walter Wegner, Staatssekretär a. D. (16. April 1961 bis 8. April 1972), † 29. Mai 1978 in Osnabrück
- Karl Werner Flint, Landwirt, Unternehmer, Detmold (8. April 1972 bis 28. März 1981), † 2. November 1994 in Heidenoldendorf
- Emil Schlee, Ministerialrat a. D., Raisdorf bei Kiel (28. März 1981 bis 31. Januar 1986), † 26. Februar 2009 in Schwentinental
- Karl-Hermann Krog, Landwirt, Bad Salzuflen (Werl-Aspe) (12. April 1986 bis 17. April 1999)
- Hartmut Brun, Publizist, Polz (17. April 1999 bis ?)
- Hartwig Bernitt, Dannenberg/Elbe (2002 bis April 2008), † 2. März 2012
- Erwin Kudsk, Ratzeburg (12. April 2008 bis 2012), † 25. Dezember 2012 in Ratzeburg